# آتوس یاسکاری
آتوس یاسکاری (فنلاندی: Aatos Jaskari; ۲۶ آوریل ۱۹۰۴ – ۱۶ مارس ۱۹۶۲) کشتی‌گیر اهل فنلاند بود.